# 元町 (王寺町)
元町（もとまち）は、奈良県北葛城郡王寺町内の地名。 町の中西部に位置する。 住所表示では、元町1丁目 - 3丁目となる。

## 地理
北西より南東に向かい、1丁目・2丁目・3丁目で構成される。大和川左岸に位置し、地区の北端に国道25号が横断する。「片岡山」と呼ばれる明神山麓の丘陵地で、高低差が激しい。3丁目は大部分が山林を占めていたが、2008年（平成20年）頃より大規模な宅地開発（王寺ニュータウンの項を参照）が行われており、該当区域が新街区「南元町」として元町地区より分離した。

### 交通
- 国道168号
- 奈良県道202号畠田藤井線
- 奈良交通バス（以下は停留所）
  - 王寺出合橋
  - 神前橋
  - 追分
  - 大田口
  - 王寺霊園前

### 地域内の主な施設・旧跡等
- 王寺町水道部
- 王寺健民運動場
- 烏山公園